# Демидов Павло Олександрович
Павло́ Олекса́ндрович Деми́дов (15 грудня 1869 — 27 червня 1935 Ніцца) — маршалок шляхти Волинської губернії (1907—1915), на посаді шталмейстера (1910), автор родоводу роду Демидових. Представник другої лінії старшої гілки роду Демидових.

## Біографія
Походить з дворян Бессарабської губернії. Син камер-юнкера Олександра Павловича Демидова та Олександри Олександрівни, уродженої Абаза. По лінії батька — онук Павла Григоровича Демидова і графині Софії Олександрівни Бенкендорф, по матері — майора Олександра Михайловича Абази (1826—1889) та Олени Олексіївни Золотарьової. Мати фактично покинула чоловіка і п'ятьох дітей. У 1874 році у неї почався роман з великим князем Миколою Костянтиновичем, який перебував під опікою «через хворобливий стан здоров'я». Вона шокувала сім'ю та суспільство неординарними вчинками, наприклад, пробиралася до будинку, де князь перебував під арештом, і жила там з ним протягом десяти днів. Олександр Павлович домігся розлучення.
Закінчив Миколаївський кадетський корпус (1888) і Миколаївське кавалерійське училище по 1-му розряду (1890), після чого був звільнений з училища з чином губернського секретаря. 28 вересня 1890 року вступив на службу в кавалергардський полк юнкером, 19 листопада назначений корнетом. 29 травня 1893 року був затверджений почесним попечителем Демидівського юридичного ліцею. У 1894 році вийшов у запас гвардійської кавалерії. У 1896—1901 роках перебував Кременецьким повітовим предводителем дворянства. 20 липня 1902 року призначений чиновником особливих доручень V класу при міністрі внутрішніх справ, а у 1903 році отримав чин камер-юнкера.
У 1904 році пішов на війну з Японією підосавулом Забайкальського козачого війська, супроводжуючи великого князя Бориса Володимировича. 15 липня 1905 призначений ад'ютантом великого князя. 17 серпня 1907 року призначений головою дворянства Волинської губернії. На цій посаді перебував до 1915 року. У 1910 році був назначений на посаду шталмейстера, а у 1914 році отримав чин дійсного статського радника. Був почесним попечителем Кременецького комерційного училища, дійсним членом Історико-родовідного товариства, членом ради Міністерства народної освіти, почесним членом господарського комітету Санкт-Петербурзької Миколаївської дитячої лікарні, попечителем дитячого притулку Волинської губернії, також почесний мировий суддя Житомирського і Кременецького повітів.
Успадкував від діда сімейний архів, та у 1910 році видав у Житомирі книгу «Родовід роду Демидових», один з примірників подарував свїй родичці Олені Петрівні Демидовій, княгині Сан-Донато, який зараз зберігається в Одеській державній науковій бібліотеці імені М. Горького.
Був власником 16000 десятин у Бессарабській губернії. Наприкінці XIX — початку XX століття придбав старовинний волинський маєток Вишнівець, де провів реконструкцію палацу під керівництвом київського архітектора Владислава Городецького (1863—1930). Проте незабаром був змушений продати маєток графу С. Грохольському.
Від своїх предків Павло Олександрович успадкував художню колекцію та колекцію книг, для відновлення і поповнення яких він доклав чимало зусиль. Бібліотека із Сукунського району була перевезена у маєток Вишнівець Волинської губернії, а після його продажу у 1900-ті роки у Крим, де у Демидова була дача в Ялті, та, можливо, до маєтку у Кореїзі. Обидві колекції після революції залишилися у Криму, де були націоналізовані та розподілені між державними установами культури. Насьогодні велика частина колекцій втрачена.
Влітку 1913 року під час проведення Олімпійських ігор в Києві голова дворянства Волинської губернії Демидов заснував свій особистий приз. У 1919 році Павло Олександрович з сім'єю емігрував з Криму до Франції. Проживав у Ніцці, де продовжував займатися громадською роботою. З 1920 року брав участь у роботі місцевого православного приходу.

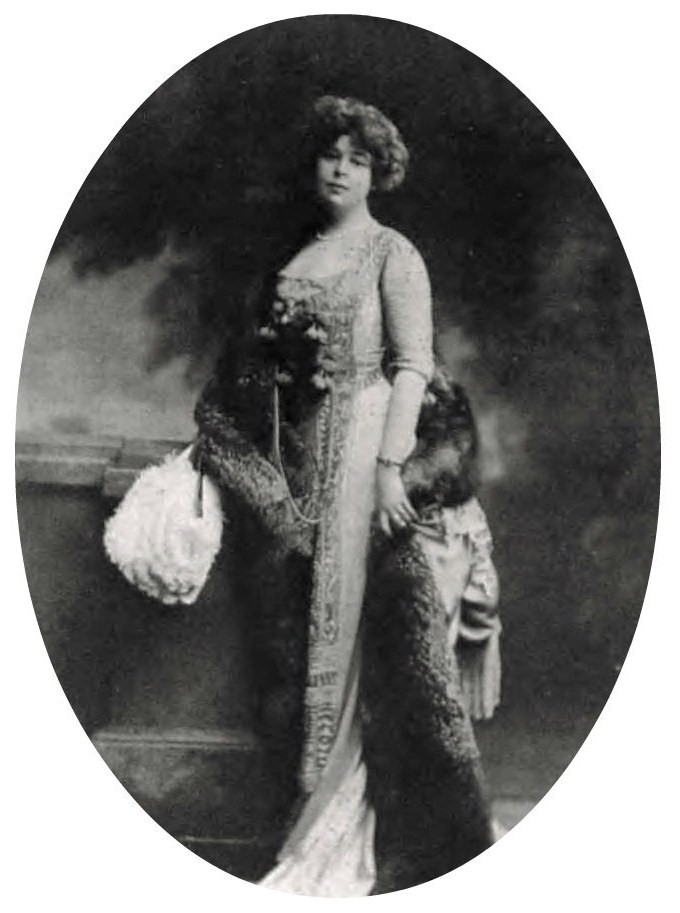
Ольга Василівна

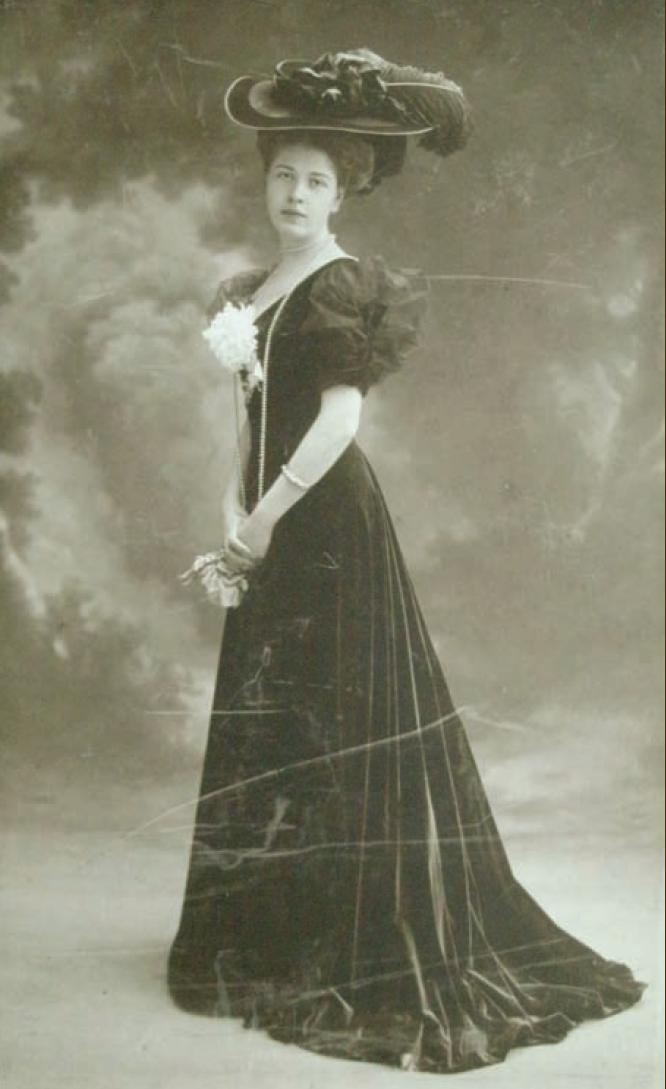
Елла Федорівна

У 1921 році став одним з засновників Академії мистецтв у Ніцці, а у 1929 році — Товариства друзів Російського музею. У 1931—1934 роках виступав з доповідями з російської історії та давньоруського мистецтва в Гуртку ревнителів російського минулого. Товариш голови Російського історико-генеалогічного товариства у Франції. Помер 27 червня 1935 року в Ніцці. Похований на Руському цвинтарі Кокад. Був одружений двічі.

## Сім'я
Перша дружина (з 1894) — Ольга Василівна Шереметєва (08.09.1874—02.08.1967), дочка Василя Петровича Шереметєва та фрейліни Ольги Дмитрівни Скобелєвої, онуки воєнного діяча Д. І. Скобелєва. Шлюб з Демидовим закінчився розлученням і Ольга Василівна вийшла заміж за князя Михайла Михайловича Кочубея (1860—1937), сина князя М. В. Кочубея. Жила з дочками постійно в Парижі, інколи бувала у Росії, літо й осінь зазвичай проводила у Динарі та у м. Біарриц. Дочки її були прекрасні музикантки і мали великі здібності до танцю та драматичного мистецтва, якому навчалися у знаменитої Сари Бернар, вони часто брали участь у різних благодійних і аматорських виставах, що влаштовували у Парижі французькі аристократи. У 1917 році після смерті брата Ольга Василівна стала співспадкоємицею маєтку Шереметєва у поселенні Юріно. Похована на цвинтарі Сент-Женев'єв-де-Буа. У шлюбах народилися:
- Ольга Павлівна (1895—1982) — з 1913 чоловік капітан лейб-гвардії Кінного полку князь Сергій Петрович Трубецкой (1881/1882—1965);
- Олександра Павлівна (1897—1989);
- Зинаїда Павлівна (1899—1980) — чоловік граф де Толосан (у 1945 році був розстріляний бійцями Французького опору);

Друга дружина (з 1905?) — Єлизавета (Елла) Федорівна Трепова (24.09.1885—20.10.1978), фрейліна двору (17.04.1905), дочка генерала від кавалерії Ф. Ф. Трепова. Померла в Ніцці. Діти:
- Павло Павлович (1906—1988) — кавалер орденів «Почесного легіону» і «За заслуги перед нацією», був нагороджений медаллю французького Опору[10]. Єдиний син Павла Павловича, Олександр (народ. 1930), мав трьох дітей — Миколу (нар. 1962), Габріель (нар. 1961) та Елізабет (нар. 1969)[11].
- Єлизавета (1909—1979)[12] — чоловік князь Микола Миколайович Оболенський (1905—1993)[13].

## Нагороди

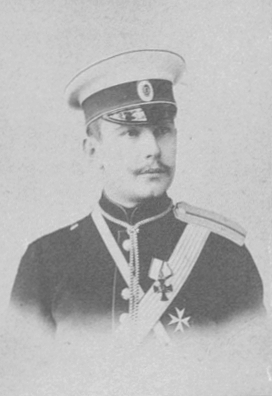
На військовій службі

- Орден Святої Анни 4 ст. з написом «за хоробрість» (1896);
- Орден Святої Анни 2 ст. з мечами (1907);
- Орден Святого Володимира 3 ст. (1910);
- Орден Святого Станіслава 1 ст. (1915).

- Медаль «В пам'ять царювання імператора Олександра III» ;
- Медаль «В пам'ять коронації Імператора Миколи II» ;
- Медаль «В пам'ять російсько-японської війни» ;
- Медаль Червоного Хреста «В пам'ять російсько-японської війни» ;
- ;Медаль «В пам'ять 25-річчя церковно-парафіяльних шкіл»
- Медаль «В пам'ять 200-річчя Полтавської битви» ;
- Медаль «В пам'ять 100-річчя Вітчизняної війни 1812 р»
- Медаль «В пам'ять 300-річчя царювання дому Романових» (1913);
- Відзнака «за труди з землеустрою».

Іноземні:
- Чорногорський Орден Князя Данила I 4 ст. (1894);
- Мекленбург-Шверінский Орден Грифона 3 ст. (1902);
- Мальтійський орден, командорський хрест (1913);
- Бухарський Орден Золотої Зірки 2 ст.